# Odontellidae
Odontellidae (лат.) — семейство коллембол из надсемейства Neanuroidea (Poduromorpha).

## Описание
Прыгательная вилка развита нормально. Мукро у части родов несёт снаружи 2 пластинки-лопасти (у других — без лопастей). Ранее, эту группу ногохвосток включали в состав семейства Neanuridae. Известно около 130 видов, половина из которых относятся к роду Superodontella (59 видов), а половина родов включают по 2 или 1 виду (являются монотипными). Около 40 видов из 6 родов обитают в Европе. Коллемболы семейства Odontellidae относится к надсемейству Neanuroidea из отряда Poduromorpha. Известен один ископаемый вид, описанный из среднего мела Мьянмы (Бирманский янтарь).
- Семейство Odontellidae[7]:
  - Afrodontella (Deharveng, 1991) — 1 вид
  - Austrodontella (Ellis & Bellinger, 1973) — 2 вида
  - Axenyllodes (Stach, 1949)
  - Caufrenyllodes (Greenslade & Deharveng, 1984) — 1 вид
  - Odontella (Schäffer, 1897) — около 30 видов
  - Odontellina (Deharveng, 1981)
  - Odontellodes (Stach, 1949) — 1 вид
  - Pseudoxenyllodes (Kuznetsova & Potapov, 1988) — 1 вид
  - Stachia Folsom, 1932 — 2 вида
  - Stachiomella (Wray, 1957)
  - Superodontella (Stach, 1949) — около 60 видов
  - Xenyllodes (Axelson, 1903)
  - † Protodontella (Christiansen & Nascimbene, 2006) — 1 вид[6]